# Institutet för Kvalitetsutveckling
Institutet för Kvalitetsutveckling (förkortad SIQ, av det engelska namnet Swedish Institute for Quality) är ett industriforskningsinstitut grundat 1990. Institutet är en oberoende stiftelse, instiftat av regeringen med uppdraget att främja kvalitetsutvecklingen i Sverige genom att skapa, samla och sprida kunskap om kvalitetsutveckling.
Institutet är en ideell stiftelse med en intressentförening bestående av medlemmar från både privat näringsliv och offentlig sektor. Huvudmän är svenska staten, via Tillväxtverket samt medlemsorganisationerna i Intressentföreningen Kvalitetsutveckling. SIQ ansvarar bland annat för Utmärkelsen Svensk Kvalitet som årligen delas ut till förebilder som arbetat systematiskt och lyckosamt med kundorienterad verksamhetsutveckling.
För att genomföra sitt uppdrag att bidra till en positiv kvalitetsutveckling i det svenska samhället har samverkan med olika partners och SIQ har själva dotterbolaget Svenskt Kvalitetsindex som undersöker kunders uppfattning av kvalitet. Nationella samverkanspartners är:
- Kvalitetsmässan
- SFK – Svenska Förbundet för Kvalitet
- Sveriges Kommuner och Regioner, SKR
- Svenskt Näringsliv
- Tillväxtverket

## Lista över mottagare av utmärkelsen Svensk Kvalitet[3]
2022 Västerviks Bostad AB
2021 Centiro Solutions AB
2020 Bostads AB Mimer
2019 SIQ beslutade att inte dela ut Utmärkelsen
2018 Internetstiftelsen och MTR Tunnelbanan AB
2017 Domarkommittén beslutade att inte dela ut Utmärkelsen
2016 C2 Management AB
2015 Volvo Car Torslanda
2014 MTR Stockholm AB
2013 Glada Hudikgymnasiet och HSB Östergötland
2012 Karlskoga lasarett
2011 Condorens förskolor och Service och Logistik vid Karolinska Universitetssjukhuset
2010 .SE - Stiftelsen för Internetinfrastruktur
2009 HSB Östergötland och Barn- och ungdomsmedicinska kliniken Länssjukhuset Ryhov
2008 Tandvårdshuset Älmhult
2007 AFA Försäkring
2006 Domarkommittén beslutade att inte dela ut utmärkelsen
2005 Stora Enso Fors AB
2004 Domarkommittén beslutade att inte dela ut utmärkelsen
2003 Försäkringsaktiebolaget Agria & Läkargruppen i Örebro AB
2002 Domarkommittén beslutade att inte dela ut Utmärkelsen
2001 Älta skola i Nacka kommun
2000 Posten Produktion – Brevnätet
1999 Försäkringsaktiebolaget Agria
1998 Bulten Trading AB & Volvo Lastvagnar
1997 ABB Coiltech
1996 Lungmedicinska kliniken vid US i Linköping & Volvo Aero Corporation
1995 Telekabeldivisionen inom Ericsson Cables AB
1994 ABB Atom Bränsledivisionen & LM Ericsson Data AB
1993 Domarkommittén beslutade att inte dela ut Utmärkelsen
1992 Tillverkningsdivisionen inom IBM Svenska AB